# Макута-Мбуку, Жан-Пьер
Жан Пьер Макута-Мбуку (17 июля 1929, Киндамба, Французское Конго — 9 октября 2012, Париж) — конголезский писатель, романист, драматург, поэт, литературный критик, философ-марксист, религиовед, политолог, лингвист. Иногда назывался «конголезским Виктором Гюго». Свои произведения писал на французском языке.

## Биография
Родился в деревне в бедной семье, учился в средней школе, до которой каждое утро был вынужден добираться пешком за 25 километров и регулярно, как и другие ученики, подносить учителю подарки. Среднее образование завершил в Либамбе (во Французском Камеруне) и Браззавиле. Студентом стал лишь в 25 лет, уехав учиться во Францию (первоначально в колледж Гренобля, где изучал лингвистику и литературу), но в итоге сумел получить степень бакалавра искусств в области литературы в Сорбонне. После окончания университета отправился в Дакар, где стал преподавателем литературы в местном университете, впоследствии вернулся в Конго и стал преподавателем французской литературы в университете Браззавиля. В 1974 году был удостоен премии за лучший франкоязычный роман, написанный африканским писателем, в Париже. Ввиду опасности для жизни по причине активной оппозиции тогдашнему конголезскому режиму 25 лет своей жизни провёл в изгнании. Получил степень доктора теологии, много лет работал в Абиджане (Кот-д’Ивуар).
Имел своеобразные взгляды на политику и религию: в частности, активно выступал против христианства, считая его совершенно не соответствующим африканским реалиям и традициям, а как политик выступал в равной степени как против европейского колониализма, так и против диктаторских режимов, установленных, по его мнению, во многих странах после деколонизации, в том числе в Конго. Придерживался марксистских взглядов, активно протестовал против эксплуатации и нарушений прав человека.
Основной темой его произведений являются страдания народов стран постколониальной Африки и трагические судьбы людей (чаще всего представителей интеллигенции), оказавшихся в эпицентре переворотов, гражданских войн и этнических чисток. Создал целый ряд произведений: романы («В поисках свободы, или Жизнь с надеждой» (1970), «Спорящая сторона» (1973), «В зубах у судьбы» (1984)), пьесы («Чёрный министр в Париже», «Прокажённый король»), поэтические сборники («Голубая душа» (1970)) и поэмы («Кантата в честь рабочего» (1974)), а также эссе на политические темы (самое известное — La destruction de Brazzaville ou la démocratie guillotinée (1999)), работы по истории африканской литературы («Введение в литературу Чёрной Африки» (1970)), сочинение о методике преподавания французского языка в Африке (Le français en Afrique noire (Histoire et méthodes de l’enseignement du français en Afrique noire)) и другое. Некоторые его романы и стихи были переведены русский язык.